# Las Labores
Las Labores é um município da Espanha na província de Ciudad Real, comunidade autónoma de Castilla-La Mancha, de área 33,80 km² com população de 678 habitantes (2004) e densidade populacional de 20,06 hab/km².

## Demografia
| Variação demográfica do município entre 1991 e 2004 | Variação demográfica do município entre 1991 e 2004 | Variação demográfica do município entre 1991 e 2004 | Variação demográfica do município entre 1991 e 2004 |
| --------------------------------------------------- | --------------------------------------------------- | --------------------------------------------------- | --------------------------------------------------- |
| 1991                                                | 1996                                                | 2001                                                | 2004                                                |
| 695                                                 | 700                                                 | 671                                                 | 678                                                 |